# Fångstman

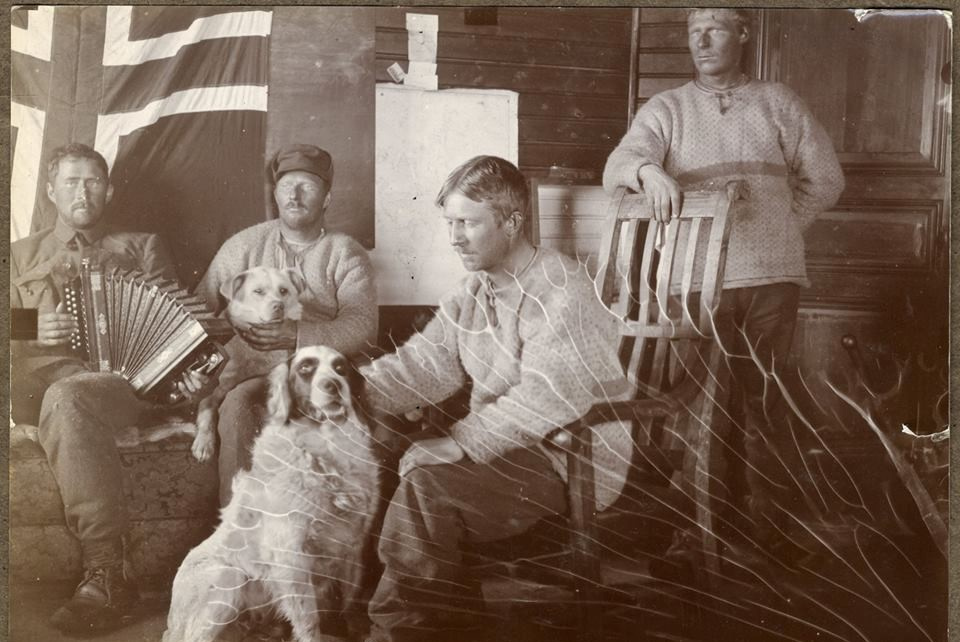
Fångstmannafamiljen Nøis på Spetsbergen. Från vänster fångstmannen och ishavsskepparen Daniel Nøis, fångstmannen Johan Nilsen Nøis, fångtsmannen Hilmar Nøis, och sittande framför kaptenen och polarforskaren Arve Staxrud. Bilden är tagen i samband med räddningsaktionen efter Herbert Schröder-Stranz 1913.

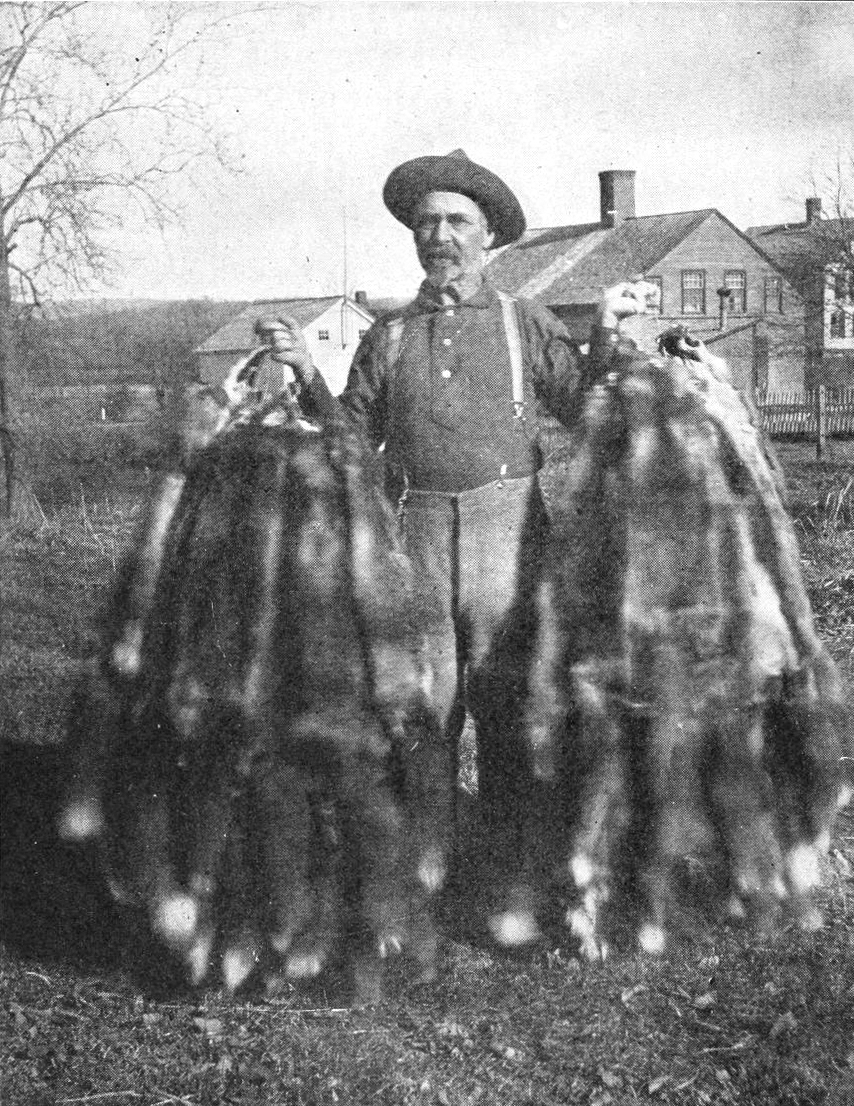
Rävpälstrapper i Adirondack Mountains, 1906

Fångstman eller pälsjägare avser en jägare som lever på jakt av framförallt pälsdjur. I det arktiska området har pälsdjursfångst med Spetsbergen som bas förekommit åtminstone sedan 1700-talet. 

## Fångstmän på Spetsbergen
Spetsbergen anses oftast ha upptäckts år 1596 av holländarna Willem Barents och Jan Rijp under ett försök att en nordlig väg till Indien. Det är dock möjligt att fångstmän från Sibirien varit där dessförinnan, efter att ha vandrat dit via Novaja Zemlja, Frans Josefs land och Vitön under jakt på valross och vildren. Även om detta är oklart, så är det känt att pomorer från omkring 1703/1704 utrustades och sändes till Svalbard av Peter den store för – misslyckad – valfångst, och att de i stället där utvidgade sitt jaktområde för pälsdjursfångst, som bestod i både sommarfångst och övervintringsfångst av isbjörn och polarräv.
Under 1800-talet började norska fångstmän söka sig till Svalbard. Först skedde isbjörnsjakt sommartid med båt i drivisen, och från tidigt 1900-talet i större utsträckning under övervintringar. Polarräv fångades i fällor, medan isbjörn ofta sköts i björnfällor med adapterade gevär. En fångstman kunde döda 100 björnar på ett år. Sammanlagt kunde som mest kanske 700 björnar fällas på ett år. Isbjörn jagades fram till 1973, då den fredades efter det internationella Avtalet om bevarande av isbjörnar i Oslo 1973.
Under 2010-talet är antalet fångstmän på Svalbard mycket begränsat.

## Fångstmän i Nordamerika
Huvudartikel: Trapper
I Nordamerika används benämningen "trapper" för pälsjägare i Nordamerika efter den dominerande fångsttekniken med fällor ("trap"), bland annat av småvilt och bäver. Från 1840-talet dominerades pälshandeln i USA av bisonpäls.
Begreppet används huvudsakligen för de män, som under den sista högsäsongen för pälshandel i Nordamerika under första hälften av 1800-talet sysselsatte sig med pälsdjursjakt. Trappers i Klippiga bergen benämndes också "bergsmän".